# Tephrina cecinna
Tephrina cecinna là một loài bướm đêm trong họ Geometridae.